# Sanfrè
Sanfrè är en ort och kommun i provinsen Cuneo i regionen Piemonte i Italien. Kommunen hade 3 042 invånare (2018).